# Jászai Samu
Jászai Samu, 1894-ig Jaitelesz (Szécsény, 1859. október 5. – Budapest, 1927. január 18.) nemzetgyűlési képviselő, szociáldemokrata politikus, nyomdász és lapszerkesztő.

## Élete
Jaitelesz Márkus (1814–1889) és Medák Rézi (1817–1901) gyermekeként született, izraelita vallású. Szécsényben és Losoncon járt iskolába, három gimnázium elvégzése után betűszedő lett, s 14 évesen felkerült Budapestre. A munkásmozgalmakban 1880 óta tevékeny részt vett. Eleinte a nyomdai munkások mozgalmában, később több iparág munkásságának szervezésében játszott fontos szerepet. Munkatársa volt a Népszavának és szerkesztője több iparos szaklapnak (Kőfaragó, Asztalosok Szaklapja, Szabók szaklapja). 1890-ben a szociáldemokrata párt első kongresszusán mint előadó volt jelen, a párt alapító tagja volt. 1893-ban szerepe volt az Engelmann-féle frakció pártból való kizárásában, ezt követően pedig vezetőségi tag lett. Ugyanebben az évben Zürichben jelen volt a II. Internacionálé kongresszusán. 1903 óta a Magyarországi Szakszervezeti Tanács főtitkára volt és a szakszervezeti mozgalomban nagy érdemeket szerzett, a szakszervezeti mozgalom egyik életre hívója volt. Ő képviselte Magyarország munkásságát a Nemzetközi Munkaügyi Hivatalban. Szerkesztette a Szakszervezeti Értesítő c. folyóiratot és 1913 óta a Bányamunkás c. hetilapot. 1906 óta a Budapesti Kerületi Munkásbiztosító Pénztár elnöke volt. 1922. április 20-án a római nemzetközi szakszervezeti kongresszuson a Nemzetközi Szakszervezeti Szövetség felvette tagjai közé. 1922-től 1926-ig szociáldemokrata programmal nemzetgyűlési képviselő volt.

## Magánélete
1901. november 17-én Budapesten, a Terézvárosban házasságot kötött Jajtelesz Fánival, Jajtelesz Jakab és Singer Róza gyermekével.

## Főbb művei
- A szakszervezeti mozgalmak fejlődése és irányzatai (Budapest, 1912)
- A magyar szakszervezetek története (Budapest, 1925)